# Висше училище по мениджмънт
Висшето училище по мениджмънт (съкр. ВУМ), e специализирано висше училище във Варна, България.
В него учат студенти от над 40 страни. Централният учебен корпус се намира във Варна, има колеж в Добрич и учебен център София.
Висшето училище предлага бакалавърски и магистърски програми по „Маркетинг и мениджмънт“, „Бизнес администрация“, „Информационни технологии“, „Маркетинг и управление на хотелиерството и туризма“, „Хотелски мениджмънт“ и „Кулинарни изкуства“. Повечето специалности се преподават на английски език.

## История
- 1996 г.: Висше училище „Международен колеж“ със седалище в курортен комплекс Албена е основано като висше училище по Закона за висшето образование.[2]
- 2 април 1998 г.: получена първоначална акредитация от Националната агенция за оценяване и акредитация.
- 5 май 1999 г.: ВУМК е обявен за висше училище (със статут на самостоятелен колеж за висше образование) с решение на Народното събрание (ДВ, бр. 44/1999 г.)
- С решение на Софийски градски съд от 19 юни 2006 г. е прекратена дейността на Интернешънъл юнивърсити колидж лимитид – ООД, като нелегитимна. Решението е потвърдено за последно на трета инстанция с решение № 495 от 6 юли 2007 г. Така Интернешънъл юнивърсити колидж лимитид – ООД, става част от ВУМК и се превръща в учебен център на колежа в София.[3]
- 28 януари 2015 г.: получена институционална акредитация за срок от 4 години.[4]
- 21 май 2015 г.: с решение на Народното събрание (ДВ, 26 май 2015 г.) ВУМК се преобразува във Висше училище по мениджмънт със седалище във Варна.

## Училище

### Рейтинг
ВУМ заема 7-о място сред бизнес училищата в Централна и Източна Европа по критерий „Международна насоченост“.
ВУМ е в топ 40 бизнес училища по критерия „Общо представяне“ за Централна и Източна Европа.
ВУМ влиза в първите 300 бизнес училища в света според броя публикации на своите студенти и академичния си състав.
ВУМ е сред 400-те най-добри бизнес училища в света според класацията на Eduniversal.
Висшето училище се класира на 13-о място в класацията на най-добрите магистърски програми по бизнес администрация, преподавани в Централна и Източна Европа.
Рейтинговата система на висшите училища на МОН класира ВУМ на второ място в България по специалност администрация и управление за 2022.
Изданието на ВУМ European Journal of of Tourism Research (EJTR) е най-доброто българско списание в областта на обществените науки според Scopus.

### Специалности
ВУМ предлага бакалавърски и магистърски програми с преподаване изцяло на английски език:
- International Hospitality Management („Международен хотелски мениджмънт“)
- International Business Management („Международен бизнес мениджмънт“)
- Software Systems and Technologies („Софтуерни системи и технологии“)
- Business Information Systems („Бизнес информационни системи“)
- Hospitality and Culinary Arts („Хотелиерство и кулинарни изкуства“)
- Business and Management Studies („Бизнес и мениджмънт изследвания“)
- International Tourism Management („Международен мениджмънт на туризма“)
- International Finance and Trade („Международни финанси и търговия“)
- MBA with a Specialist Pathway („Магистър по бизнес администрация със специализация“)
- Master in International Hospitality and Tourism Managemen („Магистър по международно хотелиерство и мениджмънт на туризма“)

Институтът по кулинарни изкуства е част от ВУМ. Той предлага бакалавърска програма на английски език по Gastronomy and Culinary Arts („Гастрономия и кулинарни изкуства“).
За кандидат-студентите, които не владеят английски език, ВУМ предлага езиково обучение, както и обучение на български език през първата учебна година.

### Международна насоченост
ВУМ насърчава студентите си да прекарат 1 или 2 семестъра в чужбина. Висшето училище има опит с международния обмен с повече от 100 университета в Европа, но също и с държави като Япония, Бразилия, Китай и др. ВУМ е един от водещите университети в България в преподавателската и студентска мобилност в рамките на „Еразъм+“.
ВУМ има споразумения за партньорство с десетки университети в Европа. Студенти от партниращи университети могат да се прехвърлят във ВУМ след първата или втората си година, както и студенти на ВУМ могат да се прехвърлят в някой от партниращите университети. Този трансфер води до получаването на двойни дипломи.
ВУМ има утвърдени отношения с университети като Business and Hotel Management School в Швейцария, Stenden University в Холандия и Cardiff Metropolitan University във Великобритания. Студентите, които искат да получат швейцарска или холандска бакалавърска диплома в допълнение към българската си диплома, могат да прекарат последната година от обучението си в някой от партньорите университети в Швейцария, Нидерландия или Великобритания.
Освен възможността за прехвърляне във Великобритания, лицензът от Cardiff Metropolitan University дава възможност на студентите да завършват с британска диплома, като прекарат всичките години на обучението си в България.

### Учебна база
ВУМ е разположен в университетски комплекси във Варна (централен корпус) и Добрич, както и с учебен център в София.
Разполага с библиотека с над 20 000 заглавия в областта на маркетинга, мениджмънта, туризма и др. с достъп до електронните бази данни на EBSCO, Scopus, ScienceDirect и др.
Висшето училище управлява собствени фирми в областта на ресторантьорството, туристическите услуги и счетоводството, където студентите се обучават, провеждат своите стажове или започват кариерата си.
Институтът по кулинарни изкуства разполага с модерно оборудвана си лаборатория за кулинарни експерименти, сетивен анализ, изследване на цвета, мириса и строежа на хранителните продукти.

### Преподавателски състав
В постоянния преподавателски състав има преподаватели от 6 държави. Лекторите на ВУМ често са канени да изнасят лекции в университети в Европа, Америка и Азия. От друга страна лектори от чуждестранни университети посещават ВУМ. Лектори са доц. Николай Райчев, доц. Михаил Минков, проф. Станислав Иванов и проф. Веселин Благоев. Имат множество научни публикации, както и многобройни учебници по ИТ, туризъм, маркетинг и мениджмънт. Герт Хофстеде и доц. Минков в съавторство издават книгата Cultures and Organizations: Software of the Mind Архив на оригинала от 2015-07-17 в Wayback Machine..

## Студенти
Многообразие
ВУМ е сред малкото висши училища в България с програми изцяло на английски език и с изразена международна насоченост. Във висшето училище учат студенти от повече от 40 страни, сред които са Русия, Украйна, Индия, Казахстан, Нигерия, Турция, Китай, Франция, Испания и др.
Стипендии
Всички български и чуждестранни студенти могат да кандидатстват за стипендии в зависимост от своите академични постижения или финансово положение. Повече от половината от студентите получават стипендии. Стипендии могат да получат както учещите за бакалавър, така и за магистър.(Студентите в учебния център в София, нямат възможност да се възползват от стипендии).
Общежития
Разполага със студентско общежитие в Добрич. Всеки апартамент има отделна баня, кухня, газово отопление и WiFi. Стаите са двойни или единични. Комплексът във Варна е със стаи с отделни или общи бани, газово отопление и WiFi.
Стажове и кариера
Кариерният център във ВУМ помага на настоящите студенти в търсенето на оферти за работа и служи като връзка между студентите от различни страни и местните работодатели. Висшето училище също предлага на студентите възможност за стажове в страни като Испания, Германия, Гърция, Великобритания и САЩ.
Студентски живот
Студентите на ВУМ са включени в социални дейности, като различните студентски клубове (клуб по танци, клуб по журналистика, Обществото по хотелиерство, пътуване & туризъм), участие в студентски състезания (EMCup, Web Summit Hackday Архив на оригинала от 2015-07-14 в Wayback Machine., HR в действие и др.), участия в събития, конференци и срещи, организирани от ВУМ и др.
Спортни изяви
Университетският футболен отбор играе в трета футболна дивизия на България (в първите две дивизии играят 26-те професионални футболни клуба).